# Raoul Coulon
Raoul Coulon (Port Vila, 3 dicembre 1995) è un calciatore vanuatuano, difensore del Tupuji Imere.

## Carriera

### Club
Ha sempre giocato nel campionato vanuatuano.

### Nazionale
Ha esordito in Nazionale nel 2016, partecipando alla Coppa d'Oceania dello stesso anno.